# Campionato italiano di calcio a 5 1988-1989
Il campionato italiano di calcio a 5 1988-1989 è stata la 6ª edizione nazionale del campionato italiano di calcio a 5. Durante la stagione 1988-1989 si svolse la fase interregionale, al termine della quale le società qualificate presero parte alla fase finale organizzata a Roma presso il Foro Italico dall'11 luglio al 15 luglio 1989.

## Avvenimenti
La stagione rappresenta la conferma dello strapotere delle formazioni romane nel panorama del calcio a 5 italiano. La rinuncia del Millefonti Torino alla semifinale guadagnata sul campo contro il Camel Vigna Stelluti Roma, aumenta il numero di compagini capitoline a tre su quattro semifinaliste, con l'unica eccezione rappresentata dal Barbagrigia Ascoli. La riconferma a campioni d'Italia per la Roma RCB viene solo dopo una combattutissima finale con il Camel Vigna Stelluti terminata 2-2 ai tempi supplementari e 5-4 ai calci di rigore.

## Fase finale

### Girone A

#### Classifica
| Squadra           | P.ti | G | V | N | P | GF | GS | DR |
| ----------------- | ---- | - | - | - | - | -- | -- | -- |
| Roma RCB          | 5    | 3 | 2 | 1 | 0 | 14 | 7  | +7 |
| Barbazza Roma     | 3    | 3 | 1 | 1 | 1 | 13 | 11 | +2 |
| Millefonti Torino | 2    | 3 | 1 | 0 | 2 | 6  | 12 | -6 |
| Sport House       | 2    | 3 | 1 | 0 | 2 | 9  | 12 | -3 |

#### Risultati
| Roma 11 luglio 1989 | Sport House | 5 – 4 | Barbazza Roma | Foro Italico |

| Roma 11 luglio 1989 | Roma RCB | 5 – 1 | Millefonti Torino | Foro Italico |

| Roma 12 luglio 1989 | Barbazza Roma | 5 – 2 | Millefonti Torino | Foro Italico |

| Roma 12 luglio 1989 | Roma RCB | 5 – 2 | Sport House | Foro Italico |

| Roma 13 luglio 1989 | Barbazza Roma | 4 – 4 | Roma RCB | Foro Italico |

| Roma 13 luglio 1989 | Millefonti Torino | 3 – 2 | Sport House | Foro Italico |

### Girone B

#### Classifica
| Squadra        | P.ti | G | V | N | P | GF | GS | DR |
| -------------- | ---- | - | - | - | - | -- | -- | -- |
| Vigna Stelluti | 6    | 3 | 3 | 0 | 0 | 17 | 8  | +9 |
| Barbagrigia    | 4    | 3 | 2 | 0 | 1 | 13 | 11 | +2 |
| Bari           | 2    | 3 | 1 | 0 | 2 | 5  | 9  | -4 |
| Brecciarola    | 0    | 3 | 0 | 0 | 3 | 8  | 15 | -7 |

#### Risultati
| Roma 11 luglio 1989 | Vigna Stelluti | 7 – 4 | Brecciarola | Foro Italico |

| Roma 11 luglio 1989 | Barbagrigia | 4 – 2 | Bari | Foro Italico |

| Roma 12 luglio 1989 | Bari | 2 – 1 | Brecciarola | Foro Italico |

| Roma 12 luglio 1989 | Vigna Stelluti | 6 – 3 | Barbagrigia | Foro Italico |

| Roma 13 luglio 1989 | Bari | 1 – 4 | Vigna Stelluti | Foro Italico |

| Roma 13 luglio 1989 | Brecciarola | 3 – 6 | Barbagrigia | Foro Italico |

### Semifinali
| Roma 14 luglio 1989 | Roma RCB | 5 – 3 | Barbagrigia | Foro Italico |

| Roma 14 luglio 1989  | Vigna Stelluti       | 6 – 6 | Barbazza Roma | Foro Italico |
| Tiri di rigore 3 – 2 |                      |       |               |              |
|                      |                      |       |               |              |
|                      | Tiri di rigore 3 – 2 |       |               |              |

### Finale 3º posto
| Roma 15 luglio 1989 | Barbazza Roma | 3 – 2 | Barbagrigia | Foro Italico |

### Finale
| Roma 15 luglio 1989  | Roma RCB             | 2 – 2 | Vigna Stelluti | Foro Italico |
| Tiri di rigore 5 – 4 |                      |       |                |              |
|                      |                      |       |                |              |
|                      | Tiri di rigore 5 – 4 |       |                |              |